# El último hombre sobre la tierra (película de 2022)
El último hombre sobre la tierra es una película de humor colombiana dirigida por Juan Camilo Pinzón y estrenada en diciembre de 2022. Protagonizada por Laura Acuña y John Alex Toro, contó con la producción de Dago García.

## Sinopsis
Piquiña es un hombre ordinario y tosco que se siente en la capacidad de conquistar a Liliana, la mujer más bella de la oficina en la que trabaja. Mientras se encuentran en una celebración navideña, Liliana le deja muy claro a Piquiña que la única manera de estar con él sería si fuera el último hombre sobre la tierra. Para su desgracia, al despertar al otro día descubre que toda la humanidad ha desaparecido del planeta, excepto por Piquiña.

## Reparto
- Laura Acuña es Liliana
- John Alex Toro es Piquiña
- Rodrigo Candamil es Camilo
- Jeka Garcés es Martha

Fuentes: